# Памятник Освобождения (Барановичи)
Памятник Освобождения (бел. Помнік Вызвалення) — памятник в Барановичах, расположенный на улице Ленина, перед Домом культуры. 3 сентября 2008 года Постановлением Совета Министров Республики Беларусь объекту присвоен статус историко-культурной ценности регионального значения.

## История
В начале июля 1944 года войска Первого Белорусского фронта (15-я, 20-я, 69-я, 130-я, 193-я стрелковые, 37-я, 44-я, 50-я, 75-я гвардейские стрелковые, 9-я гвардейская кавалерийская дивизия, 6-й и 8-й истребительные авиационные корпуса и др.) начали бои за город Барановичи. К ним присоединились подпольщики и партизаны Барановичского партизанского соединения. Придавая большое значение городу как крупнейшему железнодорожному узлу, немецкие войска превратили его в сильный оборонный объект с развитой системой траншей, дзотов, минных полей и проволочных заграждений. 6 июля советские войска окружили барановичскую группировку противника и после двух дней ожесточённых боёв разгромили её. 8 июля Барановичи были полностью освобождены.

## Описание
В 1964 году в честь 20-летия освобождения Барановичей от немецко-фашистских захватчиков был установлен памятник в виде стелы из красного гранита (2,9 x 2,6 м), установленной на 2 опорах на невысоком прямоугольном стилобате. Авторы памятника — архитекторы М. Миловидов, А. Маренич, А. Макаров, скульптор М. Альтшулер. На фасадной плоскости стелы — изображение укреплённого на штыке красного флага со звездой. Перед стелой горит Вечный огонь. Памятник составлен из красного и серого гранита. К памятнику вели асфальтированные дорожки, вокруг были разбиты газоны, посажены декоративные кусты.
В 1984 году в честь 40-летия освобождения Барановичей от немецко-фашистских захватчиков старый памятник снесён, а на его месте поставлен новый. Скульптурно-архитектурная композиция памятника состоит из широкого стилобата (4,5 x 4,5 м), облицованного красно-серыми гранитными плитками, и объёмного элемента в виде развернутого флага, выполненного из кованой меди, с барельефным изображением лица красноармейца в каске. У подножия обелиска горит Вечный огонь.
Здесь же закреплён рельефный бронзовый лист, на котором отлитыми бронзовыми буквами сделана надпись на русском и белорусском языках: «доблестным воинам Советской Армии и партизанам, 8 июля 1944 г. освободившим г. Барановичи от немецко-фашистских захватчиков благодарные жители города».
В 1990-е годы справа и слева от памятника установлены две металлические плиты: с перечнем 28 воинских частей и соединений, получивших за освобождение города почётное наименование «барановичских», на первой и 18 частей и соединений, награждённых за успешные боевые действия при освобождении Барановичей орденами и медалями (с их барельефным изображением), на второй.